# كوري باركر
كوري باركر (بالإنجليزية: Corey Parker)‏ هو ممثل أمريكي، ولد في 8 يوليو 1965 بنيويورك في الولايات المتحدة.

## وصلات خارجية
- كوري باركر على موقع IMDb (الإنجليزية)
- كوري باركر على موقع قاعدة بيانات الفيلم (الإنجليزية)